# Lengdorf
Lengdorf település Németországban, azon belül Bajorországban. Lakosainak száma 2777 fő (2023. december 31.). Lengdorf Isen, Dorfen, Taufkirchen és Sankt Wolfgang községekkel határos.

## Népesség
A település népessége az elmúlt években az alábbi módon változott:
| Lakosok száma | 1973 | 1294 | 2728 | 2710 | 2705 | 2706 | 2749 | 2761 | 2775 | 2777 |
|               | 1970 | 1975 | 2012 | 2013 | 2014 | 2016 | 2017 | 2019 | 2022 | 2023 |